# Air France-KLM Cargo
Air France-KLM Cargo is een dochteronderneming van Air France-KLM die de luchtvaartmaatschappijen Air France Cargo en KLM Cargo beheert.
Het bedrijf is ontstaan uit de fusie tussen de KLM en Air France in 2005. Sinds oktober 2009 hebben beide luchtvaartmaatschappijen een gezamenlijke website.